# Замки Франконської Швейцарії
Замки Франконської Швейцарії — замки, що розташовані на території Франконської Швейцарії, яка являє собою гористу місцевість в Німеччині, обмежену річками Пегніц, Редніц і Майн. Історія франконських лицарських родів розпочинається ще у кінці X — початку XI століть, коли лицарські замки використовувались як форпости на кордоні з землями войовничих слов'янських племен.

## Історія
Історія франконських лицарських родів бере свій початок з кінця X — початку XI століть, коли лицарські замки служили форпостами на кордоні з землями, зайнятими войовничими слов'янськими племенами, які прийшли туди на спустошені, після епохи Великого переселення народів, території. Ця протидія, в якому німецька сторона мала стратегічну перевагу, набуло характеру «Натиску на Схід», супроводжувався поширенням, як імперської влади, так і християнства. І в цьому процесі лицарство мало таке ж значення, як і монастирі. Буквально кожна скеля, придатна для побудови на ній замку, використовувалась для зміцнення навколишніх територій, де в критичні моменти могло сховатись нечисленне в той час сільське населення, яке перебувало в кріпацтві.
В часи, коли влада імператора послаблювалася та контроль над лицарством, як опір центральної влади, зменшувався, а свавілля феодалів зростало. Однак неможна сказати, що Франконська Швейцарія була територією безгранної анархії лицарів, які професійно займаються розбоєм із власних замків, що виконували функцію розбійницьких гнізд.
Масове будівництво замків почалось у часи правління короля Східно-Франкського королівства Генріха I Птахолова, який роздавав в ленне володіння знову освоєні землі. Продовжив цей процес імператор Священної Римської імперії Оттон I Великий, з його допомоги були утворені передумови для створення єпископства в Бамберзі, часів правління імператора Генріха II Святого. Кількість замків при його правлінні досягло 190.
Зміцніла влада єпископів Бамберга, заможних патриціїв Нюрнберга та маркграфів Байрота були зацікавлені в безпеці торговельних шляхів, що призвело до обмеження свавілля лицарства.
У XV столітті більшість замків було розграбовано та спалено гуситами під час Гуситських війн. Те, що вдалося відновити, було знову зруйновано в часи Селянської війни в Німеччині в XVI сторіччі.
В наступному столітті знову почалось руйнування замків, але вже під час Тридцятилітньої війни, й тому, більшість фортець навіть зараз знаходяться в руїнах.
Найбільший удар землеволодіння стародавніх родів отримало під час Наполеонівських війн в кінці XVII — початку XIX століття, що суттєво змінило політичну картину регіону. Цей процес завершився у 1803 році з виникненням Баварського королівства, коли ліквідацією кріпосного права була усунена економічна база лицарства.
Тим не менш, на території Франконскої Швейцарії є родові маєтки, а також замки, що знаходились під владою нових, а іноді й старих господарів.

### Замки на рубежі Нового часу
У 1415 році німецький теолог Ян Гус був спалений в Констанці, як єретик. Ця подія стала приводом до початку селянських повстань. В 1430 році проти гуситів був прийнятий хрестовий похід, через те, що гусити розграбували та спалили до тла міста: Гоф, Кульмбах, Байрот, Вайшенфельд, Еберманштадт та Гройсен. Однак Нюрнберг та Бамберг вціліли, бо їм вдалось відкупитися, виплатив від кожного з міст суму в 12 000 гульденів. Для компенсації своїх витрат єпископ Бамберга наклав на містян протягом року новий податок, під назвою "гуситський". Після рейду у Франконську Швейцарію повстанці поверталися назад до себе в Богемію, везучи 3000 возів, заповнених награбованим майном.

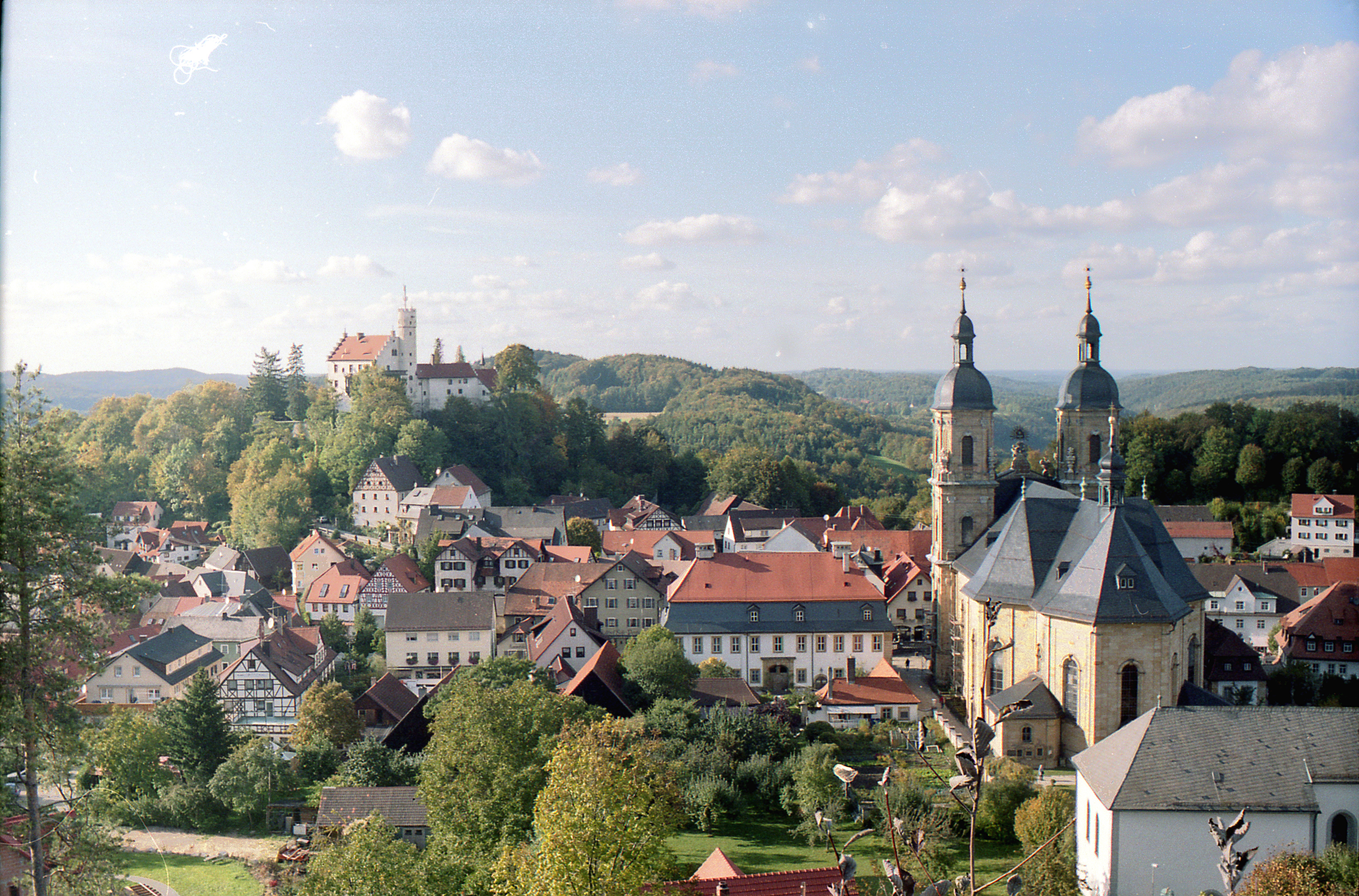
Замок «Граальсбург» та церква Св. Трійці

Місцевість розоряли також дві Маркграфські війни, причиною яких було бажання маркграфів отримати повністю незалежну від центральної влади територію.

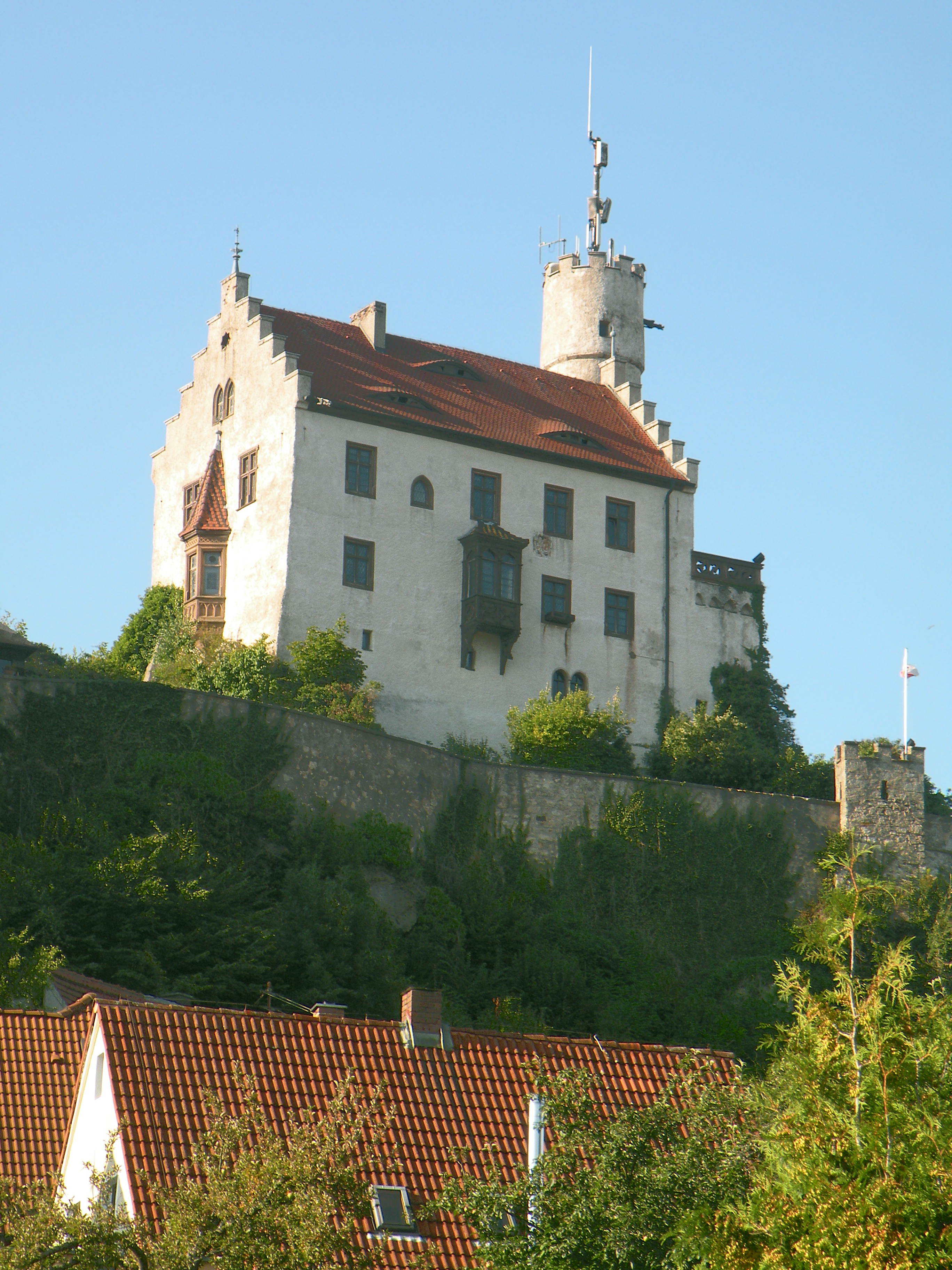
(Вагнерівський Граальсбург)

Так маркграф Альбрехт Ахілл Бранденбурзький, який володів територією від Єгера до Уффенхайма, зовсім не рахувався з імперською адміністрацією, що знаходиться в Нюрнберзі. Однак, попри те, що він був бургграфом Нюрнберга, місто йому не підкорявся. Відповідно до заведеного порядку маркграф був головою земельного суду, що було причиною постійної ворожнечі й конфліктів. Містяни не допускали введення в місті чеканної графом монети й нерідко виправдовували містян, засуджених його судом.
Їх не влаштовувала вимога маркграфа оплатити його військові витрати на війну з гуситами і відмовилися виплатити йому необхідні 120 000 гульденів.

У 1449 році маркграф виказав містянам ультиматум. Ті в свою чергу заручилися підтримкою 30 міст, а маркграф уклав союз із 30-ма князями. Війська маркграфа оточили місто і за його наказом розгромили й пограбували його околиці. Містяни в свою чергу в один з місяців розграбували 50 сіл, що належали маркграфу та забрали 4000 голів худоби.

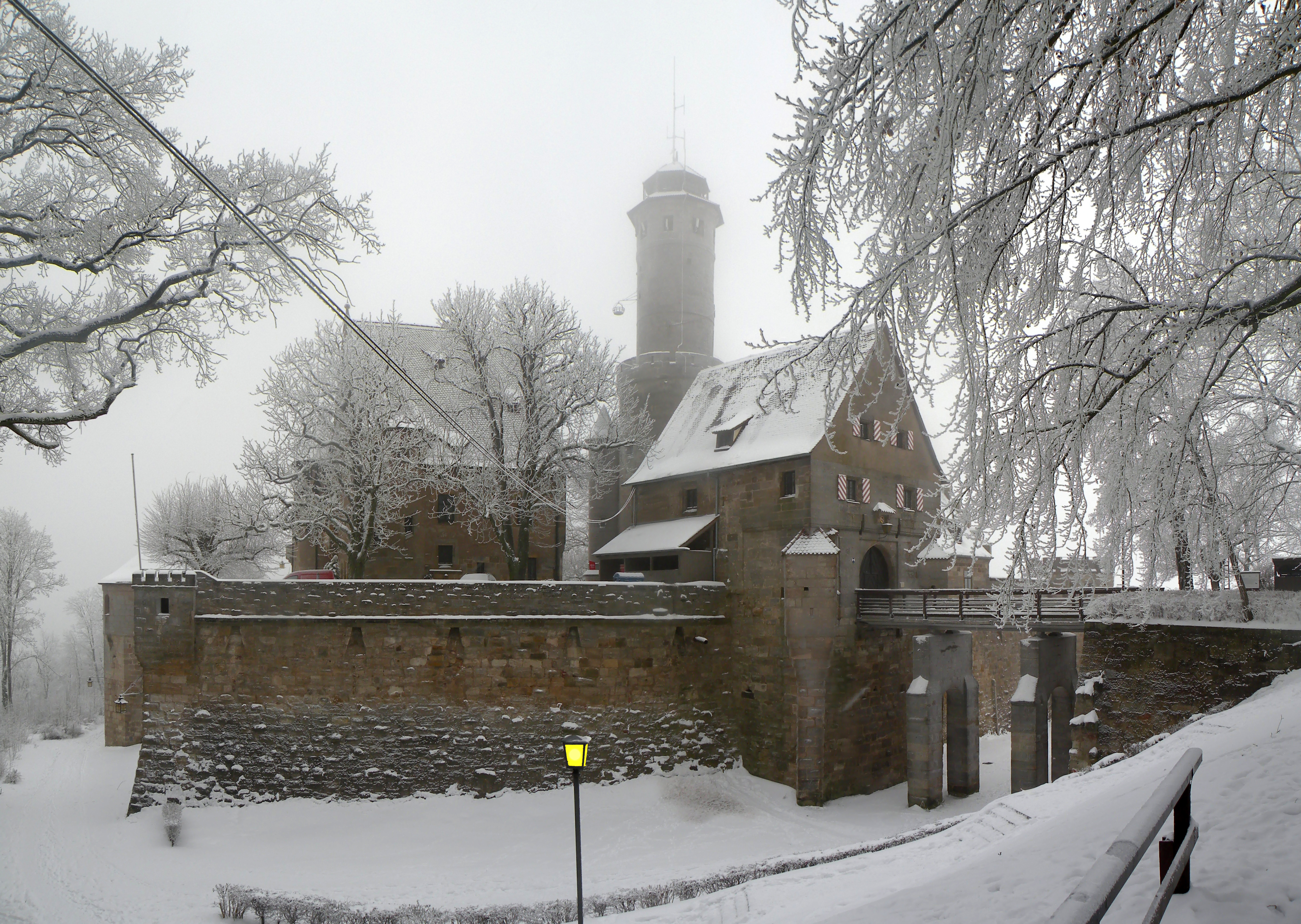
Замок Альтенбург (Бамберг)

В результаті військових дій згоріли до тла міста: Грефенберг, Калхройт, Хільпольштайн, Еффельтріх та Керсбах. Супротивні сторони в цій війні не прагнули до перемоги шляхом головного бою. Передбачалося, що ворог буде переможений шляхом заподіяння йому матеріальної шкоди. Оскільки села і подібні за розмірами з ними поселення не мали права мати захисні споруди, тому заподіяння цієї шкоди було легкою справою.

З часом, жителі союзного з маркграфом міста Еффельтріха проявили ініціативу: вони використали цвинтарну огорожу як основу для оборонної стінки. Так у Німеччині з'явився новий вид оборонної споруди — вєркірха. Зрештою, сторони настільки розорили один одного, що ця війна припинилася сама собою.

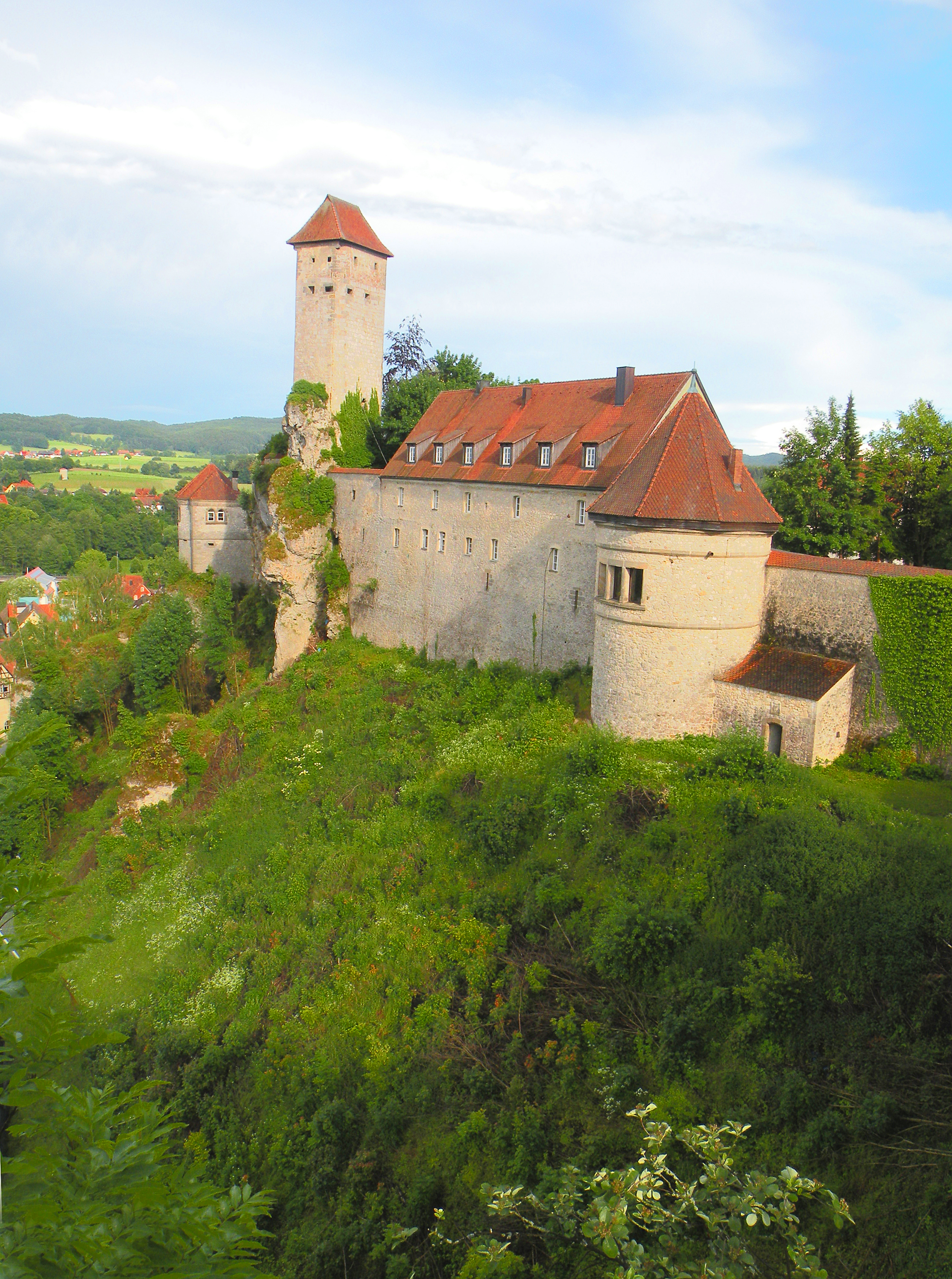
Замок Фельденштайн

У 1524 році жителі Франконськой Швейцарії, незадоволені зростанням поборів і панщиною підняли повстання, однією з вимог якого було отримання права на вилов риби й полювання у лісах. Повстання, що почалося в районі Форхайма було придушено в самому початку. Однак, коли пройшов слух про те, що єпископ має намір застосувати санкції до послідовників Лютера, повстання розгорілося з новою силою. Близько 8000 селян створили табір навколо Бамберга, пограбували монастир Михайла і будинки заможних містян і аристократів. Всього було знищено близько 100 замків, монастирів та різних маєтків. Повсталі палили книги бібліотек, припускаючи, що в них містяться боргові документи.
Хоча території близько Кульмбаха і місто Нюрнберг залишилися недоторканими, лише через те що адміністрація міст йшла на невеликі, але помітні поступки щодо оподаткування.
Друга маркграфська війна (1541—1553) була розпочата маркграфом Альбрехтом II Алкібіадом Бранденбург-Кульмбахским з тією ж метою, що і перша. Він почав з того, що обложив Нюрнберг. Він також позбавив єпископа Бамберга половини його земель і зробив це з відома імператора, який потребував військової допомоги від Алкібіада. Потужні стіни врятували Нюрнберг від розграбування, але і він повинен був виплатити Алкібіаду 600 000 гульденів. В 1553 році через таємні зради був узятий замок Найдек, а також був спалений в тому ж році. Алкібіад мав можливість створити коаліцію та отримати великі політичні вигоди, однак його цікавив тільки грабіж. У тому ж році він зазнав поразки та втік у 1554 році до Франції. На початку 1556 року повернувся в Німеччину до свого зятя маркграфа Карла Баденского у Пфорцгайм, де і помер 8 січня 1557 року.